# 1-ше Мурзино
1-ше Му́рзино (рос. 1-е Мурзино, башк. 1-се Мырҙа) — присілок у складі Хайбуллінського району Башкортостану, Росія. Входить до складу Уфімської сільської ради.
Населення — 222 особи (2010; 209 в 2002).
Національний склад:
- башкири — 100%